# Helga Fanderl
Helga Fanderl (* 1947 in Ingolstadt) ist eine deutsche Filmemacherin. Sie lebt in Berlin und Paris.

## Biografie
Helga Fanderl studierte von 1967 bis 1973 Germanistik und Romanistik in München, Paris und Frankfurt am Main. Sie unterrichtete Sprachen und Literatur an Gymnasien in Frankfurt am Main und als DAAD-Lektorin an der Universität Bologna. Nach ihrer Teilnahme an einem Film-Workshop von Urs Breitenstein in den 1980er Jahren entschied sie sich, Filme mit einer Super-8-Kamera zu machen.
Von 1987 bis 1992 studierte sie an der Hochschule für bildende Künste (Städelschule) in Frankfurt am Main bei Peter Kubelka und wurde Meisterschülerin. Es folgte ein Jahr Auslandsstudium an der Cooper Union School of Arts in New York bei Robert Breer.

## Filme
Seit 1986 hat Fanderl mehr als 1000 kurze Super-8-Filme ohne Ton gedreht. Ihre Werke zeichnen sich durch eine besondere Arbeitsweise aus: Die Kamera ist handgehalten, die Filme entstehen während des Filmens mittels Kameraschnitt. Es findet keine nachträgliche Bearbeitung statt.
Die Filmemacherin sagt über ihre Arbeit: „Es gibt keine Postproduktion in meinem Werk. Jeder einzelne Film bewahrt und reflektiert die Spuren seiner Entstehung, die Empfindungen und Gefühle im Moment des Filmens.“
Kasper König sieht in Fanderls Filmen „Déjà-vu-Erlebnisse, die an Szenen aus der Kindheit oder aus Malerei und Literatur erinnern“. Peter Kubelka vergleicht ihre Werke mit den Gedichten Emily Dickinsons und bezeichnet Fanderl als eine „sensible Poetin, die mit Film arbeitet“.
Fanderls Filme sind maximal drei Minuten lang und zeigen häufig einfache Gegenstände und Handlungen, Bewegungen und Rhythmen. Sie komponiert die einzelnen Filme zu Programmen, die zwischen 50 und 60 Minuten dauern und die sie selbst am Projektor in Kinos, Galerien und Ausstellungsräumen vorführt, aber auch an unkonventionellen Orten wie dem Laderaum eines Frachtkahns. Das Surren des Projektors wird Teil der Präsentation. Sie kombiniert individuelle Filme, manchmal nach Farben, Rhythmus oder Motiven. Die Projektion wird so zu einem einmaligen Ereignis bzw. einer Performance und betont das Medium selbst. Da Super-8-Kopien nicht mehr hergestellt werden, zeigt sie ihre Filme seit einigen Jahren auch als 16mm-Blow-ups. Sie präsentiert ihre Werke auch in Zusammenarbeit mit anderen Künstlern, wie z. B. als Bestandteil der Tanzperformance „The Loss of Small Detail“ von William Forsythe, als Teil der Konzertaufführung „Varieté“ von Mauricio Kagel der Gruppe für Neue Musik Baden oder als Filmvorführung und Lesung mit dem Lautdichter Bruno Montels in Marseille.
Ihre Werke werden weltweit in Filmmuseen, Kinematheken, Museen, Galerien (z. B. Portikus, Schirn, Deutsches Filmmuseum, Museum für Moderne Kunst, Frankfurt am Main; Sammlung Julia Stoschek, Düsseldorf; Galerie Agathe Gaillard, Centre Pompidou, Paris; Anthology Film Archives, New York; National Gallery of Art, Washington) und auf Festivals, wie z. B. bei den Internationalen Kurzfilmtagen Oberhausen, dem New York Film Festival, dem Toronto International Film Festival und dem Media City Film Festival Windsor/Ontario, gezeigt.
Fanderl präsentiert ihre Filme auch in Ausstellungen und Installationen, wie z. B. „Marieluise Fleißers Kleider“ im Kunstverein Ingolstadt (2014/2015), „Film Live“ in Das Esszimmer, Bonn (2015) oder „Konstellationen“ in der Kunsthalle Lingen (2020).
Fanderls Filme sind in den Sammlungen des Museums für Moderne Kunst und der Kinothek Asta Nielsen in Frankfurt am Main, in der Sammlung Hans Bodenmann in Basel, im Auditorium du Louvre und dem Centre Pompidou in Paris sowie dem Archiv für den bundesdeutschen Experimental- und Avantgardefilm von Frauen in Paderborn vertreten. Das DFF – Deutsches Filminstitut & Filmmuseum archiviert ihre Originale.
Ein vollständiges Werkverzeichnis veröffentlichte Helga Fanderl 2016 auf ihrer Website in Zusammenarbeit mit Karianne Fiorini.

## Preise
- 1992: Coutts Contemporary Art Award[23]
- 1998: Preis der deutschen Filmkritik in der Kategorie Experimentalfilm[24]
- 1999/2000: Atelierstipendiatin der Hessischen Kulturstiftung in Paris[5]
- 2000: Hessischer Kulturpreis[25]

## Filmografie (Auswahl)
- 1986: See
- 1988: Blaues Haus
- 1990: An der Schutter
- 1991: Heftige Quellen
- 1992: Portrait
- 1993: Eisbär
- 1994: Apfelernte
- 1994: Sardinenkörbe
- 1995: Mädchen
- 1998: Roter Vorhang
- 2000: Brunnen
- 2001: Flugzeuge I
- 2001: Nescia und Bruno
- 2001: Vögel am Checkpoint Charlie
- 2002: Schlittschuhlaufen
- 2003: Tortelloni
- 2006: Spiegelung
- 2007: Wassertanz I
- 2008: Für M.
- 2009: Feuerturm
- 2010: Laub
- 2011: Gläser
- 2012: Abendglitzern
- 2012: Leopard
- 2013: Nachmittagslicht
- 2014: The Color Run
- 2016: Weiße Blumen
- 2017: Wasserpflanzen
- 2018: Frauenbründl (Für G.)
- 2019: Im Sprühnebel

## Publikationen
- Helga Fanderl: Film im Portikus. In: Brigitte Kölle (Hrsg.): Portikus Frankfurt am Main 1987–1997. Portikus, Frankfurt am Main 1997, ISBN 978-3-928071-34-5.
- Helga Fanderl: Fragil(e). Lowave, Paris 2006 (Buch + DVD).
- Die DVD enthält 11 Super-8 Filme (Eisbär, Passanten, Binsen, Brunnen, Mädchen, Riesenrad, Flugzeuge II, Wasserfall, Unter den Seerosen, Weybridge, Feuerwerk), entstanden zwischen 1986 und 2005. Online unter: https://vimeo.com/52141386
- Helga Fanderl: Film Live. In: Sequence. Nr. 1. no.w.here, London 2010. Online unter: http://helgafanderl.com/dev/wp-content/uploads/2017/05/FILM-LIVE-6.pdf
- Helga Fanderl: Constellations. In: Les Saisons, Revue de Cinéma. Nr. 3, Paris 2020/21.